# Ce soir, je rentre à Braine-l'Alleud

Ce soir, je rentre à Braine-l'Alleud est un téléfilm et sitcom sentimentale belge, de 45 minutes, couleur, Bétacam / ALFRED/ RTBF /1993

## Synopsis
Ils habitent la province et viennent tous les jours à Bruxelles et sont fonctionnaires au ministère des Finances. Ils ont une deuxième vie liée au milieu professionnel, aussi importante que celle qu'ils mènent séparément en banlieue. Pierre prend sa retraite et ne verra plus Michou, avec qui, depuis trop longtemps fréquente les Midis de la Poésie… Tous les personnages hauts en couleur se retrouvent Chez Alfred pour fêter autour d'un pot la retraite de Pierre, avant de reprendre le train de la ligne Charleroi.

## Distribution
- Philippe Jeusette
- Nathalie Williame
- Erico Salamone
- Boris Stoïkoff